# Natale a casa dei Loud
Natale a casa dei Loud (A Loud House Christmas) è un film televisivo del 2021, diretto da Jonathan Judge.
Si tratta di un film live-action basato sulla serie animata A casa dei Loud.
Una serie televisiva live-action sequel intitolata La vera casa dei Loud ed interpretata da diversi membri del cast del film, è stata presentata in anteprima il 3 novembre 2022.

## Trama
Quando scopre che Lori, Luna, Luan e i suoi genitori hanno altri progetti per il giorno di Natale, Lincoln e il suo migliore amico Clyde intraprendono una missione per sabotare i loro piani e preservare così le tradizioni natalizie della famiglia Loud. Anche se le cose non andranno per il verso giusto infatti quest'ultimi si inventeranno la  storia dello Squalodrillo di Miami. Lori vuole tornare a casa dalla sua famiglia e il suo fidanzato Bobby la aiuterà ma poi finisce la benzina. Subito dopo andranno a prenderla e cercheranno di prendere lo squalo. Alla fine Lincoln confessa di essere stato lui a inventarsi la storia dello Squalodrillo solo perché gli mancava passare il Natale con la sua famiglia ma alla fine lo perdonano. La mattina dopo, la famiglia Loud riuscirà ad andare sulla slitta perché sta nevicando e riuscirà a passare un sereno Natale insieme alle sue sorelle e Clyde.

## Produzione
Il film venne annunciato per la prima volta il 19 febbraio 2020, originariamente intitolato The Loud House: A Very Loud Christmas!,e doveva essere presentato in anteprima alla fine del 2020.
Le riprese si sono svolte ad Atlanta a metà del 2021.
Il 18 marzo 2021 venne annunciato che Wolfgang Schaeffer e Jahzir Bruno erano stati scelti per interpretare rispettivamente i ruoli di Lincoln e Clyde. Il 23 agosto 2021 sono stati annunciati altri membri del cast del film, tra cui Lexi Janicek nel ruolo di Lisa, Ella e Mia Allan nei ruoli di Lola e Lana, Aubin Bradley nel ruolo di Lucy, Morgan McGill in quello di Lynn, Catherine Ashmore Bradley in quello di Luan, Sophia Woodward in quello di Luna, Dora Dolphin nel ruolo di Leni, Lexi DiBenedetto in quello di Lori e Charlotte Ann Tucker in quello di Lily. Brian Stepanek torna a riprendere il suo ruolo di voce regolare nella serie come Lynn Loud Sr. e Muretta Moss come Rita Loud.

## Distribuzione
Il film è stato trasmesso in anteprima su Nickelodeon il 26 novembre 2021.
In Italia il film è stato trasmesso su Comedy Central 22 dicembre 2021.

## Serie televisiva sequel
Il 24 marzo 2022 è stato annunciato che una serie televisiva live-action sequel di Natale a casa dei Loud sarebbe stata realizzata per essere distribuita in streaming da Paramount+, con i membri principali del cast del film che riprenderanno i loro ruoli, in particolare Wolfgang Schaeffer nei panni di Lincoln e Jahzir Bruno nel ruolo di Clyde. Il film viene considerato retroattivamente l'episodio pilota della serie. Le riprese della serie sono iniziate ad Albuquerque, Nuovo Messico, nel giugno 2022. Nel settembre 2022, è stato annunciato che la serie, intitolata La vera casa dei Loud, sarebbe stata invece presentata in anteprima su Nickelodeon. Il 5 ottobre 2022 è stato annunciato che la serie sarebbe stata presentata in anteprima il 3 novembre 2022. In Italia la serie è stata trasmessa dal 5 giugno 2023 su Comedy Central.